# À quoi tu penses-tu ?
Pour plus de détails, voir Fiche technique et Distribution.
À quoi tu penses-tu ? est une comédie française réalisée par Didier Kaminka, sortie en 1992.

## Synopsis
Parce qu'il ne pense plus qu'à Karine, la femme de son meilleur ami André, Pierre, écrivain, n'arrive plus à écrire. La situation est d'autant plus complexe que Pierre vit avec la première femme d'André, Mireille, qu'il lui a ravie il y a cinq ans. Il confond son ordinateur et Karine, et lui parle. L'esprit de Karine est avec lui. André et Mireille partent à un congrès de chirurgiens en Floride, Pierre et Karine, seuls, passent de délicieux moments ensemble.

## Fiche technique
- Réalisateur et scénariste : Didier Kaminka
- Producteur : Patrick Batteux
- Assistant-Réalisateur : Thierry Mauvoisin et Christophe Vassort
- Directeur de la photo : Claude Agostini
- Montage : Véronique Parnet
- Décors : Jean-Marc Kerdelhué
- Costumes : Aurore Vicente
- Son : Jean-Louis Ughetto
- Compositeur : Louis Chedid
- Société de production : Gaumont
- Durée : 86 minutes (2340 m)[1]
- Pays de production : France
- Genre : comédie
- Dates de sortie : 
  - France : 4 mars 1992

## Distribution
- Richard Anconina : Pierre
- Isabelle Pasco : Karine
- Martin Lamotte : André
- Assumpta Serna : Mireille
- Alesia Bethel : L'actrice tarmushienne
- Danielle Minazzoli : L'analyste
- Jeffrey Kime : L'acteur tarmushien